# Peiku Tso
Der Peiku Tso (chinesisch 佩枯错, Pinyin Pèikū Cuò; auch Paiku Co) ist ein See in Tibet (China).
Der See befindet sich 57 km nordnordwestlich des Achttausenders Shishapangma auf der tibetischen Hochfläche an der Grenze der beiden Kreise Gyirong und Nyalam. Der abflusslose See bedeckt eine Fläche von etwa 300 km² und liegt auf einer Höhe von 4591 m. Der Peiku Tso misst 27 km in Nord-Süd-Richtung. Auf halber Länge ragt eine Halbinsel von Westen in den See und teilt diesen in ein südliches und ein nördliches Becken.
Das Wasser ist brackisch.